# Marleen Renders
Marleen Renders, née à Diest le 24 décembre 1968, est une athlète belge spécialiste des courses de fond et demi-fond. Elle a été plusieurs fois championne de Belgique sur diverses distances. Elle a détenu 4 records de Belgique, dont 3 ne sont pas encore battus (10 000 m, semi-marathon et marathon).

## Biographie
Elle remporte ses victoires les plus significatives en marathon, sur le marathon de Berlin en 1998 et le marathon de Paris en 2000 et 2002.
Elle représente la Belgique sur 10 000 m aux Jeux olympiques de Séoul (21e position), et sur marathon aux Jeux olympiques d'Atlanta (25e position) et de Sydney (abandon).

## Championnat de Belgique
| Discipline    | Résultats | Année                                    |
| ------------- | --------- | ---------------------------------------- |
| 3 000 mètres  | 1re       | 1987                                     |
| 5 000 mètres  | 1re       | 1995, 1996                               |
| 10 000 mètres | 1re       | 1988, 1994, 1997, 1998, 1999, 2000, 2003 |
| Semi-marathon | 1re       | 1994, 1995, 1998                         |

## Récompense
Elle remporte trois fois le Spike d'Or (1997, 1998 et 1999).